# Ommatius longinquuus
Ommatius longinquuus là một loài ruồi trong họ Asilidae. Ommatius longinquuus được Martin miêu tả năm 1964. Loài này phân bố ở vùng nhiệt đới châu Phi.